# 北海道のラーメン
北海道のラーメン（ほっかいどうのラーメン）では、北海道各地で供されるラーメンについて述べる。

## 概要
「札幌」「函館」「旭川」のラーメンを総称して「北海道三大ラーメン」、もしくはそれに「釧路」を加えた「四大ラーメン」と呼称されることがあるが、それぞれに大きな共通点はない。評論家の大崎裕史によれば、関東周辺で見られる「北海道ラーメン」と称する店には「ラードを使った熱々スープ」「味濃いめのタレ」「固くてやや太めの熟成縮れ麺」という特徴があると、指摘がなされている。
また塩ラーメンが主力のご当地ラーメンは全国的にも珍しいものの、北海道では函館を筆頭に、オホーツク海沿岸地域・羽幌町・稚内市など、主に海沿いの地域で、塩ラーメンを主力としている地域が複数存在する。
北海道のラーメンは全国的にも良く知られており、マルハニチロが全国を対象にした「食べたいご当地ラーメン」を調査した結果、札幌ラーメンが2位、旭川ラーメンが5位、函館ラーメンが6位と上位に選ばれた事がある。
北海道内で営業しているラーメン店は他都府県と比べても多く、総務省統計局「経済センサス」に掲載された事業所数の資料によると、2012年（平成24年）の北海道に存在するラーメン店舗数は1,619店で、2,786店の東京都に次いで2番目に多く、人口10万人当たりのラーメン店舗数は29.7店で、山形県、栃木県、秋田県、新潟県に次いで5番目に多い。
北海道全域におけるラーメンは北海道遺産に選定されている。

## 特徴

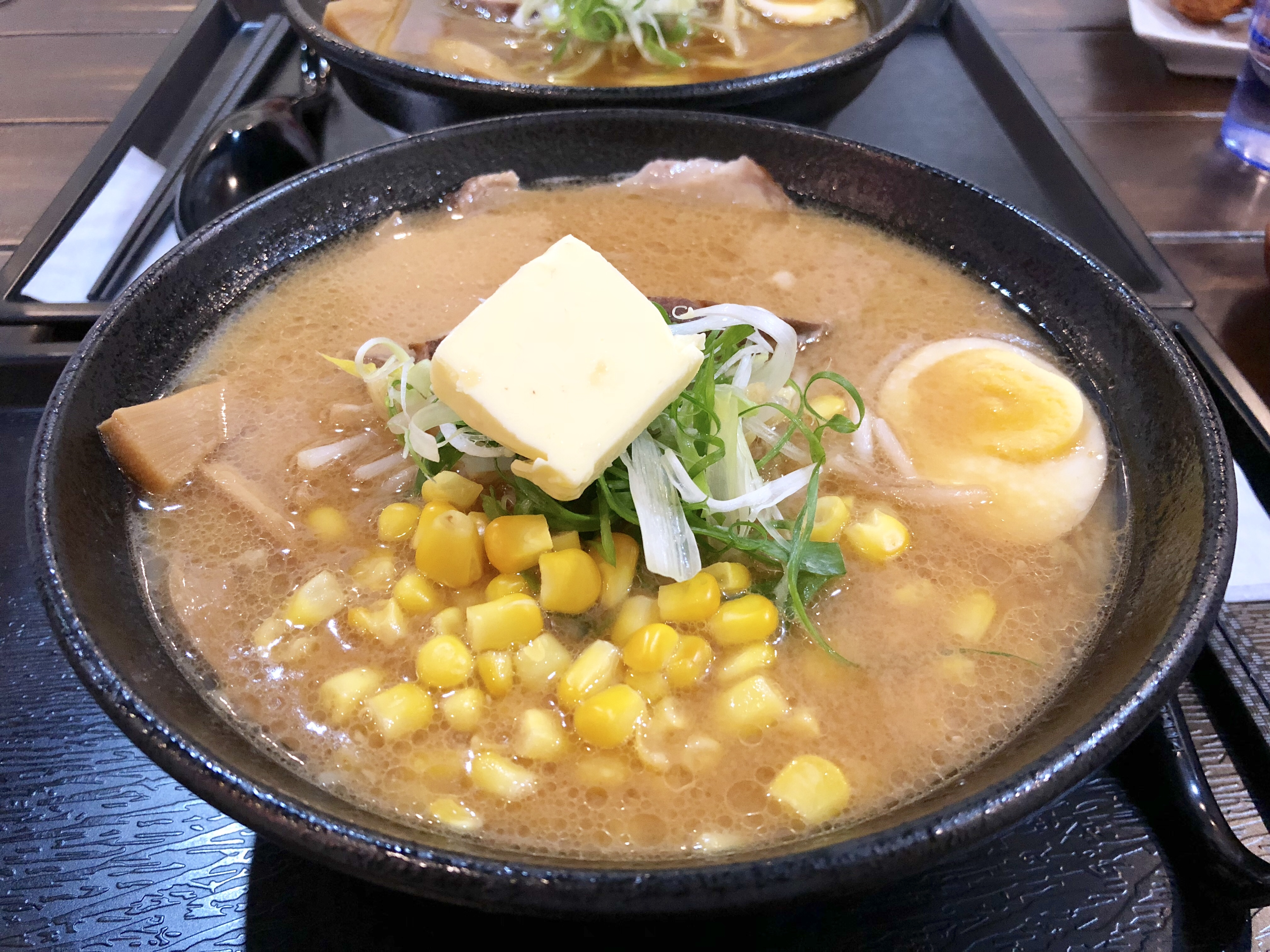
バターとコーンがトッピングされた味噌ラーメン

麺
多くの地域では縮れ麺が用いられるが、函館ではストレート麺が主流である。加水率にも地域差があり、旭川近郊では低加水、札幌・函館・釧路近郊では多加水の麺が多い。麺の太さも釧路の極細から札幌の中太まで、多種多様である。
自家製麺を用いる店舗は少なく、各地域の製麺所で製麺された麺を用いる店舗が多い。麺の太さや縮れ具合などを特注した麺を用いる店舗もある。
スープ
旭川は醤油、札幌は味噌、函館は塩と言われているように、主流の味は地域ごとに異なるものの、3味全てを提供している店舗が多い。豪雪地帯と言う事もあり、濃厚で油分が多めである。豚骨をベースにする事が多く、魚介系のだしは地域によって使用の有無がある。
旭川ラーメンでは器に注いだスープの上に焦がしラードなどの香味油を施すことがある。スープの上層が油膜で覆われる事で、湯気が立ちにくくスープが冷めにくくなり、厳寒地が生んだ生活の知恵を継承していると言われている。対して函館ラーメンは脂分が極めて少ない豚骨の清湯スープが特徴である。
豚骨スープに関しては、北海道の歴史を語る上で欠かすことが出来ないアイヌ文化の影響を指摘する資料があり、アイヌの人々が昔から食べていた「ソップ」と呼ばれる白濁した豚骨スープの食文化が受け継がれていると言う説もある。
具材
基本はねぎ・メンマ・チャーシューとシンプルなことが多い。観光客向けに、北海道特産の具材（トウモロコシ、カニ、ホタテ、カキ、バターなど）をトッピングしたメニューや、海産物を豪華に用いる海鮮ラーメンもある。
ご当地名物の食材をトッピングしたものも存在する（具体例はその他のご当地ラーメンを参照）
その他
ラーメン店を開業する際に、取引先の製麺所から店舗へ、製麺所の名前が記載された暖簾が贈られる風習がある。
道外の店舗では「北海道ラーメン」という呼称を用いたり、お土産品（ペナント・提灯など）や民芸品（木彫の熊、鮭など）などが店内に飾られている店舗もある。

## 代表的なラーメン
| 名称         | 市町村 | 画像         | 解説 |
| ------------ | ------ | ------------ | --- |
| 旭川ラーメン | 旭川市 | 旭川ラーメン | 戦前は札幌ラーメンや東京ラーメンの亜流であったとされ、澄んだスープでスッキリした味のラーメンであったが、戦後は醤油ラーメンを中心に独特の文化が広まった。 魚介類と豚骨、鶏ガラ、野菜で出汁を取ったWスープに醤油ダレを合わせた醤油ラーメンが代表例。具材はシンプルだが、野菜ラーメンなどのバリエーションがある。スープの上層にラードが浮いているものが多い。麺は低加水の中細縮れ麺が主流。                                                        |
| 札幌ラーメン | 札幌市 | 札幌ラーメン | 戦前に塩味の汁麺に始まったが、戦後に豚骨から煮出した濃いスープの醤油ラーメンが広まった。その後、1955年に味噌ラーメンが考案され人気となり、全国的に知られるようになった。 ラードとニンニクで炒めた野菜類を、味噌ダレを溶いた豚骨スープと煮込む味噌ラーメンが代表例。味噌ラーメンのトッピングにはモヤシが定番であるとされる。スープの上層にラードが浮いているものが多い。麺は多加水の中太縮れ麺が主流。                                           |
| 函館ラーメン | 函館市 | 函館ラーメン | 国内でも有数の長い歴史を持つラーメン文化があり、ルーツである中国の麺料理の流れを今も引き継いでいるとされる。ラーメン専門店は少なく、中華料理店でラーメンが提供されることが多い。 豚骨ベースで脂分が少ない清湯スープの塩ラーメンが代表例。函館は昆布の産地ではあるものの、魚介類のだしを使わない場合もある。具材はシンプルで、ラーメンの具材としては珍しい麩を入れる店舗がある。麺は北海道の他の地域とは異なる、多加水の中細ストレート麺が主流。 |

## その他のご当地ラーメン

### 道東地域
| 名称                       | 市町村               | 画像               | 解説 |
| -------------------------- | -------------------- | ------------------ | --- |
| 音更ら～麺                 | 音更町、帯広市       |                    | 2018年に設立された「音更ら～麺組合」がブランド化を推進している、音更産の小麦「ゆめちから」と「きたほなみ」をブレンドした生地に、音更特産のブロッコリーの乾燥粉末を練りこんだ麺を用いるラーメン。音更ブロッコリーら～麺と表記される事もある。 ブロッコリーを用いるため、麺が緑色になる。製麺は音更町近隣にある帯広市の保刈製麺に委託しており、帯広市内にも音更ら～麺を供する店舗がある。 |
| オホーツク干貝柱塩ラーメン | オホーツク海沿岸地域 |                    | 「オホーツク産の帆立干貝柱の美味しさを知ってもらう」というコンセプトで、じゃらんと共同開発を行ったラーメン。同様のテーマで作られた他のご当地グルメにオホーツク北見塩やきそばがある。 オホーツク産の小麦を使用した中華麺を使用。オホーツク産の帆立干貝柱をトッピングし、オホーツク海の自然塩やホタテエキスを用いる塩ラーメン。別皿でオホーツク醤と呼ばれる、オホーツク産の魚介類を使用したXO醤風の調味料が添えられる。 稚内市・猿払村・枝幸町・雄武町・興部町・紋別市・北見市・網走市で提供。 |
| 釧路ラーメン               | 釧路市               |                    | 歴史は古く、大正時代に横浜から来た料理人が釧路市の食堂へ中華麺を持ち込んだのが原点であるとされている。 鰹出汁ベースの魚介類や、豚骨、鶏ガラなどを合わせたすっきりとした味の醤油ラーメンで、誕生当時は鰹出汁のみであったと言われている。麺はラーメンの前身である支那そばの細い麺をそのまま踏襲したとされる多加水の極細縮れ麺が主流。 |
| 恋麺                       | 小清水町             | 画像をアップロード | 小清水町と北海道テレビ放送のテレビ番組イチオシ!!とのコラボレーションで、同番組でMCを務めていたヒロ福地プロデュースのもと開発されたジャージャー麺。正式名称は恋麺（小清水に恋して 麺に恋して）である。 小清水産の小麦「春よ恋」を100％用いた超極太麺に、合挽き肉やごぼう、長芋などを混ぜ合わせた肉みそと山わさびを合わせる。小清水町の開町100年記念式典に併せて発表され、現在では開発に参加した小清水町の各飲食店で提供されている。                                                           |
| とかち牛じゃん麺           | 十勝地方             | 画像をアップロード | 十勝産の小麦とポテトパウダーを練りこんだ麺と、十勝産の牛ひき肉を使用したピリ辛の餡を絡めて食する汁なしのジャージャー麺。十勝地方の地場食材を使用した料理を通じて、食による地域活性化を目指して開発された。 トッピングの食材やアレンジは参加店の自由とされており、現在15店舗で提供されている。 |
| 中標津ミルキーラーメン     | 中標津町             | 画像をアップロード | 牛乳は中標津町の特産であるが、近年の牛乳消費の低迷を受け、牛乳の消費拡大に貢献する事を目的として考案された。 牛乳は100cc以上を使用、名称は全て中標津ミルキーラーメンとするように定められているが、味は各店の持ち味を出すことを目的に、自由とされている。 |

索引に戻る

### 道北地域
| 名称                 | 市町村 | 画像               | 解説 |
| -------------------- | ------ | ------------------ | --- |
| 旭川しょうゆホルメン | 旭川市 | 画像をアップロード | 2012年（平成24年）に発表されたご当地グルメで、旭川市のご当地名物であるラーメンとホルモンを掛け合わせたラーメン。 赤い丼ぶりを用い醤油ベースのスープで、旭川の醤油と国産のコラーゲンで煮込んだホルモンをトッピングするように定められている。                                                                                |
| 上川ラーメン         | 上川町 |                    | 大雪山の湧水を使用し、麺を打ちスープを作る「日本一美味いラーメン」をコンセプトに「上川町ラーメン日本一の会」加盟店が提供。豚骨ベースのスープが主流。 |
| 羽幌えびしおラーメン | 羽幌町 | 画像をアップロード | 2013年（平成25年）に発表されたご当地グルメで、「甘えびの水揚げ日本一のまち・羽幌町」をテーマに、甘エビを用いた塩ラーメン。 素揚げした甘エビと羽幌えびタコ餃子、白髪ねぎをトッピングし、岩海苔、えび粉、えび油の3種類の薬味を別皿で提供するよう定められている。麺は北海道産の小麦と羽幌町で獲れた甘エビの粉と油で作られる。 |
| 稚内ラーメン         | 稚内市 |                    | 利尻昆布と豚骨のWスープの塩ラーメンと醤油ラーメンが主流。細縮れ麺で具材はシンプル。ラーメンのトッピングとしては珍しい麩を入れる店舗が多い（同じく海沿いの函館ラーメンでも度々見られる）。ミシュランガイド北海道版でビブグルマンを獲得した店舗が存在する。                                                                  |

索引に戻る

### 道央地域
| 名称                 | 市町村             | 画像               | 解説 |
| -------------------- | ------------------ | ------------------ | --- |
| 石狩鮭醤油らーめん   | 石狩市             | 画像をアップロード | 2010年（平成22年）に「石狩麺恋会」が中心となり、石狩市特産の鮭をキーワードに、あっさり・ヘルシーをコンセプトに開発されたご当地ラーメン。 麺は北海道産小麦を100％使用し、鮭醤油をベースに、具材には肉類を入れず、魚介と野菜をトッピングするように定められている。 ラーメン専門店に限らず、各種飲食店で提供される。                                                                  |
| ガタタンラーメン     | 芦別市             |                    | 芦別名物の中華料理ガタタンにラーメンを加えたもの。 芦別市内の飲食店で提供されるほか、レトルト商品化や北海道各地のイベントに出品されている。 |
| 地獄ラーメン         | 北広島市、登別市   | 画像をアップロード | 唐辛子味噌と唐辛子粉を加えた辛いラーメン。同様の名称を持つ店舗は日本各地に存在するが、北広島市に所在する店舗「元祖地獄ラーメン」の登録商標である。 |
| スープカレーラーメン | 札幌市             |                    | スープカレーとラーメンを融合したもの。 |
| 天ぷらラーメン       | 後志地方の一部地域 |                    | 鶏ガラや鰹だしがベースで、塩又は醤油味のあっさりしたスープにエビの天ぷらをのせたラーメン。 岩内町では、1950年代から前浜で捕れた魚介類を使ったかき揚げをラーメンにのせて供されていたが、1980年代からより見映えのするエビの天ぷらがのせられるようになり、この地域に定着した。 岩内町、共和町、古平町、倶知安町などで、ラーメン専門店ではなく、レストランや食堂などで提供されている。 |

索引に戻る

### 道南地域
| 名称                                                       | 市町村                    | 画像               | 解説 |
| ---------------------------------------------------------- | ------------------------- | ------------------ | --- |
| 閻魔ラーメン                                               | 登別市                    | 画像をアップロード | 登別の観光名所である地獄谷から「閻魔」をモチーフに作られたラーメンで、登別ブランド推奨品に登録されている辛味噌ラーメン。土産物として登別市内の店舗で販売されているほか、登別にあるラーメン店で同名のラーメンが提供されている例がある。 同様のモチーフで作られた他のご当地グルメに登別閻魔やきそばがあり、2016年5月末時点で33店舗の取り扱いがある。 |
| カレーラーメン とまこまいカレーラーメン 室蘭カレーラーメン | 岩見沢市・苫小牧市 室蘭市 |                    | カレーとラーメンを融合したもの。日本各地で自然発生的に誕生したと考えられているが、特に苫小牧や室蘭でプロモーション活動が行なわれている。 苫小牧では「とまこまいカレーラーメン」という呼称で、2013年7月より、苫小牧・厚真・安平のカレーラーメン提供店をマップ上に記載する、「とまこまいカレーラーメンMAP」の発行を開始した。「Wカレーの街」として、苫小牧の名物である「ホッキカレー」と共に、地域観光の柱として活用されている。 室蘭では「室蘭カレーラーメン」と言う呼称で、2006年より中小企業庁による「地域資源∞全国展開プロジェクト」の一環として公式に推進しており、室蘭カレーラーメンの会が発足している。 もっちりとした太縮れ麺と、チャーシュー・わかめ・もやしなどがトッピングされるのが特徴。 |

索引に戻る

## 主なラーメンテーマパーク

### 現在営業中
- あさひかわラーメン村（旭川市永山地区）
- 札幌ラーメン横丁（札幌市すすきの地区）
- 北海道ラーメン紀行（Feeeal旭川内）
- 北海道ラーメン道場（新千歳空港ターミナルビル内）

### 営業終了
- 公楽ラーメン名店街（札幌市すすきの地区、1969年廃止[48]）
- 札幌すすきのラーメン館（札幌市すすきの地区、2016年営業終了[49]）
- 札幌ら〜めん共和国（札幌エスタ内、札幌駅前再開発による札幌エスタ閉館で2023年8月31日営業終了）

ラーメンテーマパークのギャラリー
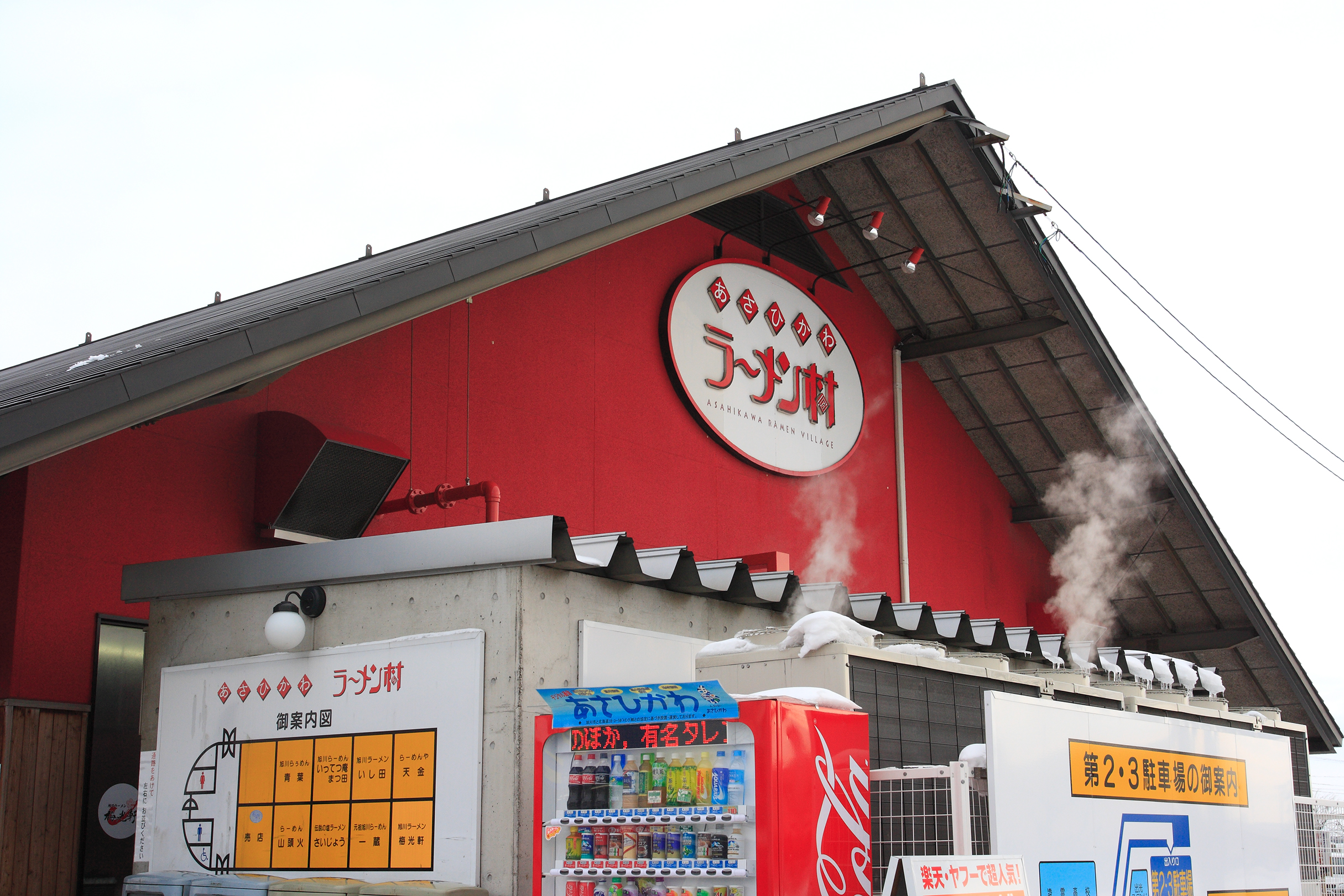
あさひかわラーメン村
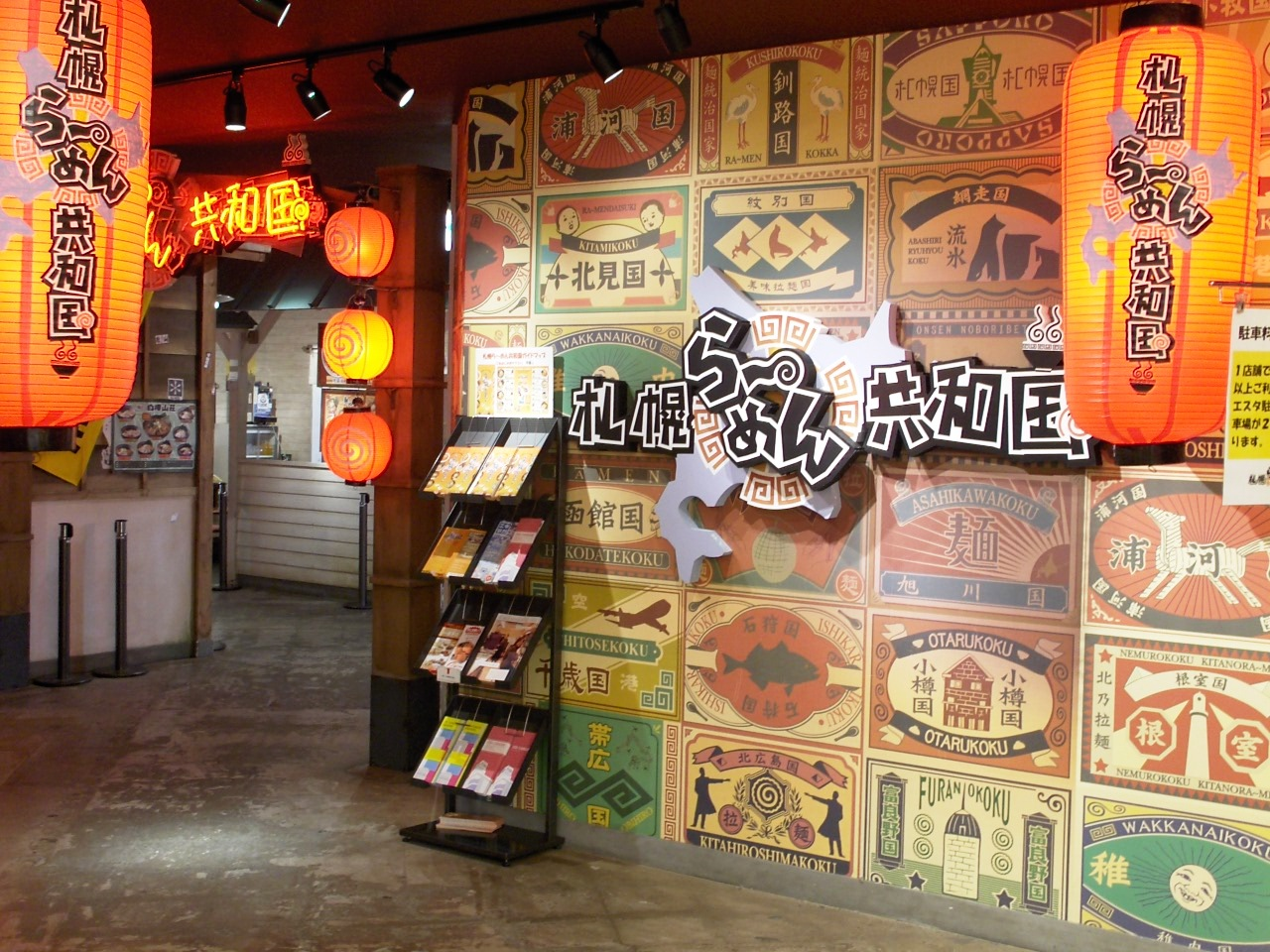
札幌ら〜めん共和国
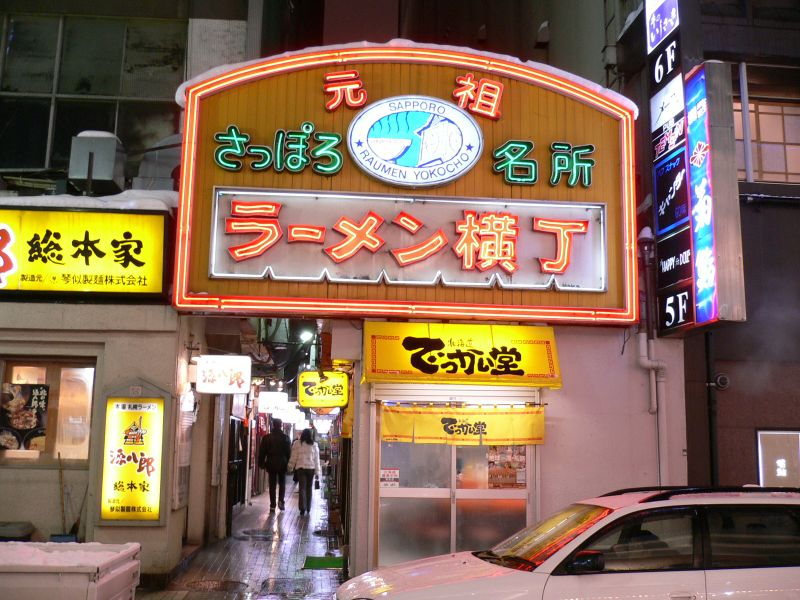
札幌ラーメン横丁
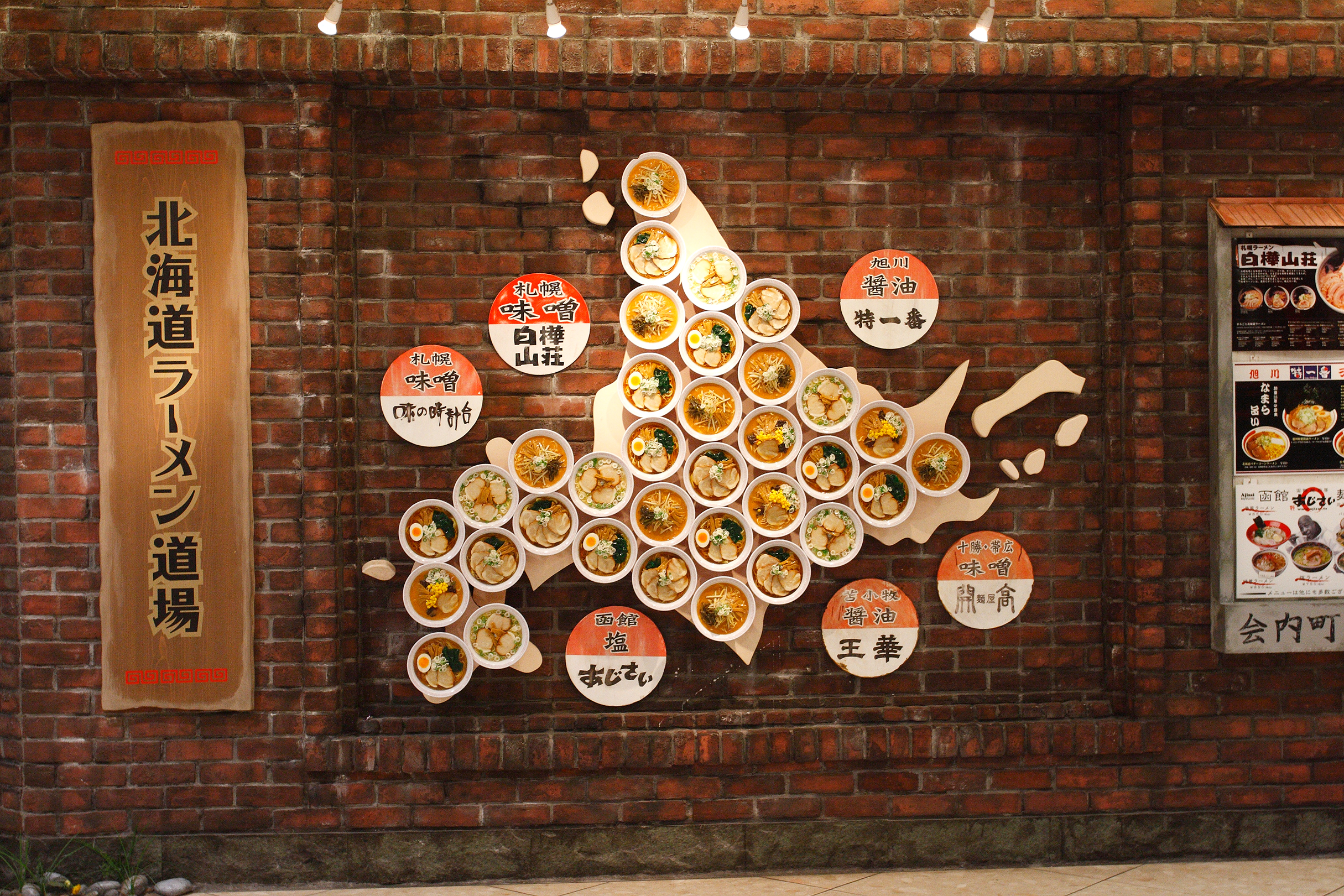
北海道ラーメン道場
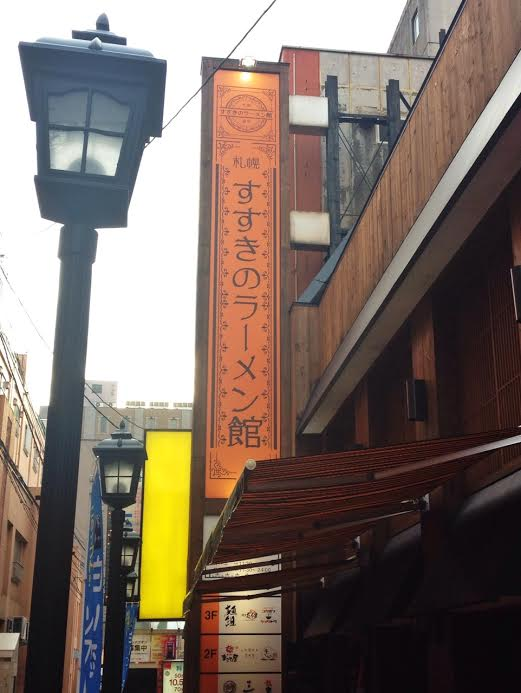
札幌すすきのラーメン館

## 主なイベント

### 北海道ご当地ラーメンPRラリー
ご当地ラーメンで地域振興に取り組む道内各地の団体からなる「北海道ご当地ラーメンブラザーズ」が主催する、2017年から毎年開催されているスタンプラリーのイベント。道内外で既に知名度が高い「北海道三大ラーメン」を除く、北海道各地にあるご当地ラーメンの知名度向上を目的にしている。2018年には13地域から98店舗が参加した。
参加店でご当地ラーメンを食べるとシールが貰え、二種類以上集めて応募すると抽選で地域の特産品がプレゼントされる。

### 札幌ラーメンショー
日本ラーメン協会や札幌市などが主催する、2015年から毎年開催されている全国の有名ラーメン店が集結する野外イベント。例年大通公園で5月に開催され、20店舗前後の出店がある。2016年には130,000人の来場者を集めた。

### 釧路ラーメンフェスティバル「ら・フェスタ」
釧路ラーメンの振興活動を行う為、2003年に結成された釧路ラーメン麺遊会が主催する、2005年10月から毎年開催されている屋外イベント。8月から10月の間に開催され、例年2日間で約8万人の来場者を集める。釧路ラーメンに限らず、道内の各種ご当地ラーメンも出店される。

### 店舗
- 札幌
  - 味の三平：1950年に味噌ラーメンの創始者と言われる大宮守人が創業した老舗店。
  - 味の時計台：1986年創業。北海道内に44店舗、北海道外に8都県13店舗展開するチェーン店。
  - 一幻：2008年創業。国内外に進出しているチェーン店。甘エビからスープを取ったえびそばが看板メニューで、店名に冠している[57]。
  - さんぱち：1987年創業。国内外に進出しているチェーン店。
  - らーめん五丈原：1994年創業。カップ麺が全国で発売された。
  - 白樺山荘：1997年創業。道内各地のほか、京都にも店舗があるチェーン店。
  - 山岡家：一号店が1988年に開店。全国に140店舗以上展開するチェーン店[58]。

- 旭川
  - 蜂屋：1947年創業。Wスープとラード、低加水麺による旭川ラーメンの特徴を確立した老舗店。
  - 特一番：1950年創業。旭川市外や北海道外にまで支店がある老舗。
  - らーめん山頭火：1988年創業。豚骨白湯スープが特徴の、国内外に50店舗以上を展開するチェーン店。
- 月形
  - むつみ屋：1996年創業。首都圏にも出店しているチェーン店だったが、経営者が変わり現在は関東にのみ店舗が存在する。
- 苫小牧・室蘭
  - 味の大王：1967年創業。北海道におけるカレーラーメンの発祥店と言われているチェーン店。

### 製麺企業
- 札幌
  - 菊水
  - 琴似製麺
  - 西山製麺
  - さがみ屋
- 旭川
  - 藤原製麺
- 十勝地方
  - とかち麺工房：2014年に事業停止

### インスタント・カップラーメン
- 製造販売元：東洋水産（マルちゃん）
  - ダブルラーメン
  - やきそば弁当
- 製造販売元：日清食品
  - ヌオウ
- 製造販売元：藤原製麺
  - 円山動物園白クマラーメン

### その他
- 冷やしラーメン：北海道では、冷やし中華のことを「冷やしラーメン」と呼ぶ事がある[59]。山形県および福島県の郷土料理とは異なる。
- ラーメンサラダ：北海道札幌市で誕生。ラーメンの麺と野菜サラダを融合した冷製のサラダ。冷やしラーメンとは異なるタレを和えた麺がメインのサラダ。
- 我思う、故に我ラーメン：北海道テレビ放送（HTB）制作のテレビ番組。道内各有名店のラーメンを出演者が持ち前のパフォーマンスで味の表現をするグルメバラエティ番組。